# Les Perdrix
 (mai 2015).
Si vous disposez d'ouvrages ou d'articles de référence ou si vous connaissez des sites web de qualité traitant du thème abordé ici, merci de compléter l'article en donnant les références utiles à sa vérifiabilité et en les liant à la section « Notes et références ».
Les Perdrix, ou Des Perdrix, est un fabliau anonyme du XIIIe siècle, qui met en scène des personnages stéréotypés : la femme, le vilain et le prêtre. 

## Résumé
Un paysan a trouvé par hasard deux perdrix près de sa ferme. Tout content, il demande à sa femme de les faire cuire pendant qu'il va inviter le curé. Mais les deux hommes tardent et les perdrix sont prêtes. La femme, très gourmande, n'arrive pas à s'empêcher d'en manger une, puis la seconde. De retour, le mari se fâche contre sa femme qui pensait lui faire croire que les perdrix avaient été dérobées par deux chats. Elle imagine donc un nouveau mensonge. Alors que le vilain est en train d'aiguiser son couteau dehors, elle affirme au prêtre qui s'apprêtait à l'embrasser que son mari jaloux veut lui  « couper les couilles ». Elle appelle ensuite son mari en lui faisant croire que le curé part en courant avec ses perdrix. Le mari rentre bredouille et le fabliau s'achève sur une morale : expliquant que la femme est faite pour tromper et qu'avec elle "la vérité devient mensonge et le mensonge devient vérité". L’expression qui est répétitive est "prendre ses jambes à son cou"

## Analyse
Ce fabliau comprend un cas intéressant de quiproquo orchestré par la femme. Il illustre bien une thématique récurrente dans les fabliaux : la victoire d'un être faible sur un être fort grâce à la ruse.